# Stabilimento Stellantis di Trnava
Lo stabilimento Stellantis di Trnava è una fabbrica automobilistica appartenente al gruppo Stellantis (ex PSA) situata a Trnava, in Slovacchia. 
Il sito di 193 ettari fu scelto nel 2003 per via della vicinanza ad altre fabbriche delle aziende concorrenti. La costruzione iniziò nel giugno dello stesso anno e l'impianto venne inaugurato nel 2006.

## Automobili prodotte

### Auto in produzione
| Foto | Marca   | Modello        | Inizio produzione |
| ---- | ------- | -------------- | ----------------- |
|      | Peugeot | 208 II         | 2019              |
|      | Citroën | C3 IV          | 2023              |
|      | Citroën | C3 Aircross II | 2024              |
|      | Opel    | Frontera II    | 2024              |

### Auto fuori produzione
| Foto | Marca   | Modello    | Inizio produzione | Fine produzione |
| ---- | ------- | ---------- | ----------------- | --------------- |
|      | Peugeot | 207        | 2006              | 2012            |
|      | Citroën | C3 Picasso | 2008              | 2017            |
|      | Peugeot | 208 I      | 2012              | 2019            |
|      | Citroën | C3 III     | 2016              | 2024            |